# Évocations
Évocations (Frans voor: Oproepingen of Bezweringen) opus 15 van Albert Roussel (1869-1937) is een symfonisch gedicht in drie delen voor symfonieorkest. In het derde deel zingen alt, tenor, bariton en gemengd koor een tekst van Michel-Dimitri Calvocoressi (1877-1944).
Roussel componeerde het werk in de jaren 1910 - 1912 naar aanleiding van de indrukken opgedaan tijdens zijn reis naar India, Ceylon en Cambodja in 1909. De première vond plaats op 18 mei 1912 bij de Société nationale de musique onder leiding van dirigent Rhené-Baton.

## Delen van het werk
1. Les Dieux dans l'ombre des cavernes - Langzaam deel waarvan het mysterieuze karakter het beeld oproept van ondergrondse tempels;
2. La ville rose - Stralende orkestratie die doet denken aan de liederen en feesten van de legendarische Oriënt.
3. Aux bords du fleuve sacré - Herinnering van een gedeclameerd lied van een fakir aan de oever van de Ganges. Monotone hymne die 's nachts de eeuwige deugden van de heilige rivier viert. Zonsopgang en heilige aanroep van de zon op een tutti van orkest en koor.

## Instrumentatie
- 1 piccolo, 3 fluiten, 2 hobo's, 1 althobo, 2 klarinetten (in Bes in het eerste deel en in A in het tweede deel), 1 basklarinet, 2 fagotten, 1 contrafagot;
- 4 hoorns (in F), 3 trompetten (in C), 3 trombones, 1 tuba;
- 3 triangels, tamtam (niet in het tweede deel), bekkens, grote trom, trommel (alleen in het laatste deel), kleine trom (niet in het tweede en laatste deel);
- 2 harpen, celesta (alleen in het laatste deel);
- strijkers.